# Kingdra
Kingdra (japanski: キングドラ Kingudora) jedan je od 1025 fiktivnih vrsta Pokémona iz medijske franšize Pokémon, skupa Pokémon videoigara, animiranih serija, manga stripova, knjiga, igraćih karata i drugih medija kojima je tvorac Satoshi Tajiri. Svrha je Kingdre u videoigrama, animiranoj seriji i manga stripovima, kao i svrha ostalih Pokémona, borba s divljim Pokémonima – neukroćenim stvorenjima koje igrači i likovi pronalaze dok kreću na razne avanture – i pripitomljenim Pokémonima drugih Pokémon trenera.

## Etimologija imena
Ime Kingdra kombinacija je engleskih riječi "king" = kralj, odnoseći se na visoki položaj ove vrste te činjenicu da je posljednji stupanj u svom evolucijskom lancu, i "dragon" = zmaj, odnoseći se na njenu povezanost sa zmajevima i činjenicu da je Pokémon Zmaj. "Dra" također može dolaziti od njegovog prethodnog oblika, Seadre. Istovremeno, moglo bi dolaziti od riječi "Hydra" = hidra, mitološkog bića koje je obitavalo u morima i močvarama.

## Pokédex podaci
- Pokémon Gold :Priča se da se obično skriva u podvodnim špiljama. Zijevajući može stvoriti virove.
- Pokémon Silver : Spava duboko na oceanskom dnu. Navodno stvara tornada kad se budi.
- Pokémon Crystal : Pohranjuje energiju spavajući na dubinama na kojima nijedan drugi oblik ne može preživjeti.
- Pokémon Ruby : Kingdra živi na ekstremnim oceanskim dubinama koje su inače nenaseljene. Dugo se vjerovalo da zijevanje ovog Pokemona stvara vrtložne oceanske struje.
- Pokémon Sapphire : Kingdra spava na morskom dnu gdje inače nema života. Kada stigne oluja, kaže se da se Pokemon budi i luta u potrazi za plijenom.
- Pokémon Emerald : Spava tiho, duboko na morskom dnu. Kada dođe do površine, stvara ogroman vir koji može progutati čak i brodove.
- Pokémon FireRed : Spava duboko na oceanskom dnu. Navodno stvara tornada kad se budi.
- Pokémon LeafGreen : Priča se da se obično skriva u podvodnim špiljama. Zijevajući stvara virove.
- Pokémon Diamond : Živi u špiljama na morskom dnu, te stvara divovske virove svaki put kad se pomakne.
- Pokémon Pearl : Živi u špiljama na morskom dnu, te stvara divovske virove svaki put kad se pomakne.

## Biološke karakteristike
Tvrdi se kako Kingdra živi i spava na samom oceanskom dnu, na ekstremnim dubinama koje su inače lišene života zbog izrazito visokog tlaka vode. Obično se krije unutar podvodnih pećina. Vjeruje se kako stvara virove i vrtloge samim zijevanjem. Kada pristigne oluja, kaže se da je to zapravo Kingdra koja se budi i kreće u potragu za plijenom. Kada stigne do površine, stvara ogroman vrtlog čija snaga može progutati brodove.
Poput Horsea i Seadre, Kingdrin se lik temelji na stvarnim morskim konjicima (poglavito na razgranatog morskog konjica). Kingdra zapravo izgleda gotovo identično spomenutoj životinji, izuzev njena dva roga na glavi i dva para peraja na svakoj strani. Čak je i njena stražnja peraja razgranata.

## U videoigrama
Kingdru je moguće dobiti evolucijom Seadre. Razvija se razmjenom, no Seadra tijekom razmjene mora držati Zmajevu ljusku (Dragon Scale). Razina na kojoj se Seadra nalazi tijekom same razmjene poptuno je nebitna, i ne utječe na samu evoluciju.
Kao posljednji dio Horseajeva evolucijskog lanca, Kingdra je zanimljiva jer postaje Pokémon dvostrukog Vodenog/Zmaj tipa. Zmaj Pokémoni veoma su cijenjeni zbog svoje rijetkosti (Kingdra je nila jedini novi Zmaj Pokémon uveden u drugoj generaciji Pokémon igara, te je uz Dratinijev evolucijski lanac bila jedini Pokémon Zmaj tipa u cijelom Pokédexu). Ovakav dvostruki tip je činio Kingdru ranjivom samo i isključivo na Zmaj tehnike sve do uvođenja Vilinskog tipa u šestoj generaciji. Izlaskom četvrte generacije, Palkia dijeli jednak dvostruk tip s Kingdrom.
Iako je Kingdra veoma uravnotežen Pokémon, ne ističe se ni u jednoj statistici.
Kingdru koristi Clair, posljednja Vođa dvorane u Johto regiji, i Juan, posljednji Vođa dvorane u Hoenn regiji.

## Tehnike
| Prirodne tehnike               | Prirodne tehnike | Prirodne tehnike |
| ------------------------------ | ---------------- | ---------------- |
| Tehnika                        | Vrsta tehnike    | Razina           |
| Zijevanje (Yawn)               | Normalni         |                  |
| Mjehurić(Bubble)               | Normalni         |                  |
| Dimna zavjesa(SmokeScreen)     | Normalni         | 4                |
| Opaki pogled(Leer)             | Normalni         | 8                |
| Water Gun (Vodeni pištolj)     | Vodeni           | 11               |
| Usredotočavanje (Focus Energy) | Normalni         | 14               |
| Mjehurasti mlaz (BubbleBeam)   | Vodeni           | 18               |
| Okretnost (Agility)            | Psihički         | 23               |
| Tornado (Twister)              | Zmaj             | 26               |
| Slana voda (Brine)             | Vodeni           | 30               |
| Vodena crpka (Hydro Pump)      | Vodeni           | 40               |
| Zmajev ples (Dragon Dance)     | Zmaj             | 48               |
| Zmajski puls (dragon Pulse)    | Zmaj             | 57               |

## Statistike
| HP:      | 75 |  |
| Attack:  | 95 |  |
| Defense: | 95 |  |
| SpAtk:   | 95 |  |
| SpDef:   | 95 |  |
| Speed:   | 85 |  |

Statistika Special korištena je samo tijekom prve generacije; kasnije je podijeljenja na Special Attack i Special Defense statistike.

## U animiranoj seriji
Tijekom trajanja Pokémon animirane serije pojavile su se tri Kingdre, i sve tri korisštene su u borbi. Prva se pojavila u trećem Pokémon filmu, i koristila ju je Molly u borbi protiv Mistyinog Goldeena, iako se radilo o iluziji koju su stvorili Unowni. Još je jedna korištena u Whirl kupu protiv Ashova Totodilea. Treću je koristila Clair, Vođa dvorane grada Blackthorna. 
U epizodi "The Ties that Bind", Kingdra je viđena u profilu Garyja Oaka, što potvrđuje činjenicu da je Kingdra jedna od Garyjevih Pokémona.
Nekoliko se Kingdri pojavljuje u devetom Pokémon filmu